# セファゾリン
セファゾリン(Cefazolin, またはCefazolilne, またはCephazolin)は、多くの細菌感染症の治療に使用される抗生物質である。具体的には、蜂巣炎、尿路感染症、肺炎、心内膜炎、関節感染症、胆道感染症の治療に用いられる。分娩前後や手術前のB群レンサ球菌感染症等の予防にも用いられる。投与法は筋肉注射または静脈注射が一般的である。商品名は、セファメジンα。手術部位感染予防目的で頻用されている。 
一般的な副作用は、下痢、嘔吐、イースト菌感染症、アレルギー反応などがあげられる。ペニシリンの服用によるアナフィラキシーの既往歴がある人への投与は勧められない。妊娠中や授乳中の人への投与は比較的安全である。
セファゾリンは、第一世代のセファロスポリン系の薬であり、細菌の細胞壁合成を阻害することにより効果がある。 
セファゾリンは、1967年に特許認可され、1971年に商品化された。世界保健機関の必須医薬品モデル･リストに掲載されており、医療制度に必要とされる最も効果的で安全な医薬品である。後発医薬品として入手できる。開発途上国の卸売価格は1日分当たり約1.20から1.41米ドルである。米国での一貫の治療にかかる費用は$25～$50米ドルである。

## 効能・効果
- 適応菌種 
  - セファゾリンに感受性のブドウ球菌属、レンサ球菌属、肺炎球菌、大腸菌、肺炎桿菌、プロテウス・ミラビリス、プロビデンシア属
- 適応症
  - 敗血症、感染性心内膜炎、表在性皮膚感染症、深在性皮膚感染症、リンパ管・リンパ節炎、慢性膿皮症、外傷・熱傷及び手術創等の二次感染、びらん・潰瘍の二次感染、乳腺炎、骨髄炎、関節炎、咽頭・喉頭炎、扁桃炎、急性気管支炎、肺炎、肺膿瘍、膿胸、慢性呼吸器病変の二次感染、膀胱炎、腎盂腎炎、腹膜炎、胆のう炎、胆管炎、バルトリン腺炎、子宮内感染、子宮付属器炎、子宮旁結合織炎、眼内炎（全眼球炎を含む）、中耳炎、副鼻腔炎、化膿性唾液腺炎

## 2019年の供給問題
セファゾリンの日本での市場占有率6割を占める後発医薬品メーカーの日医工は、イタリアのメーカー2社から原薬の供給を受けていた。そのうち1社（A社とする）は2018年末より異物混入ロットが急増し、製造継続が困難な状況に陥った。原薬の原料となるテトラゾール酢酸（TAA）は世界で唯一中国のメーカーのみで製造していたが、排水処理の環境上の問題が生じ、中国当局の指導により製造が停止された。TAAの入手困難から、もう1社の原薬メーカー（B社）も生産停止を余儀なくされた。セファゾリン以外にTAAを原料とする抗生物質はなく、引火性が高く航空便で輸送できない要因も重なった。このため、日本では2019年3月より供給困難な事態に追い込まれた。多くの医療機関がセファゾリンを確保できない状況に陥り、厚生労働省や日本感染症教育研究会は代替薬として第2世代セファロスポリン系やクリンダマイシンなどを提示した。しかし、これらの薬剤は市場規模が小さく、需要の急増に対応することは困難であった。厚生労働省が2019年6月に実施した実態調査によると、調査に参加した周術期の抗菌薬予防投与を行う機会がある医療機関のうち49.7％がセファゾリン使用の中止または制限を行っていた。この件が患者の受け入れに影響を及ぼしたと回答した医療機関は1～2％にとどまったが、回答した1000あまりの医療機関のうち75%で供給が滞っている品目があるとしており、通常より少ない抗菌薬をやりくりして医療を継続している現場の様子をうかがうことができる。